# Ralph Lawrence Carr

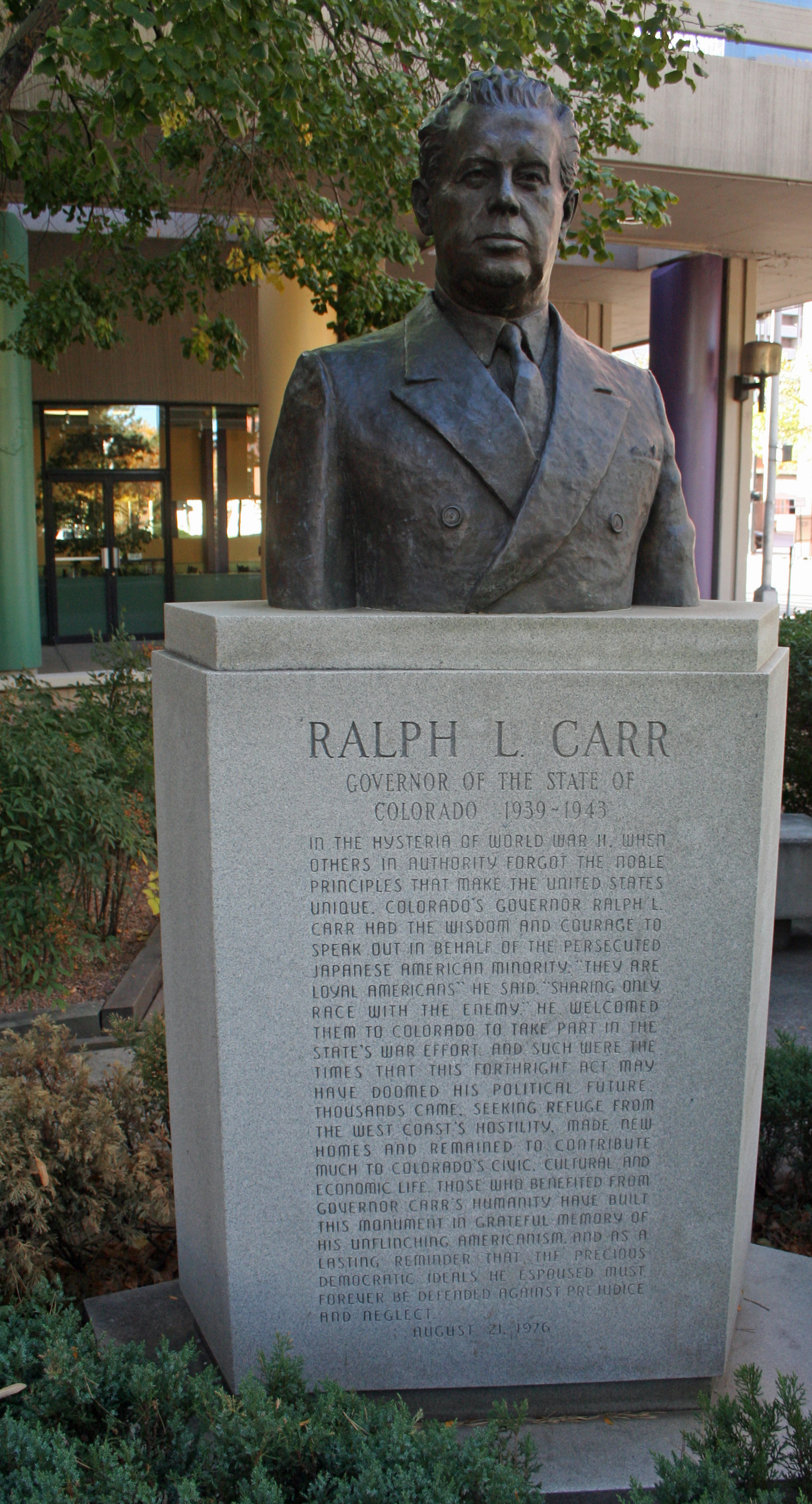
Gedenkbüste für Ralph Lawrence Carr in Denver

Ralph Lawrence Carr (* 11. Dezember 1887 in Rosita, Custer County, Colorado; † 22. September 1950 in Denver, Colorado) war ein US-amerikanischer Politiker (Republikanische Partei) und von 1939 bis 1943 der 28. Gouverneur des Bundesstaates Colorado.

## Frühe Jahre und politischer Aufstieg
Ralph Carr besuchte nach der Grundschule die University of Colorado. Vor seiner politischen Laufbahn war er als Jurist und Verleger tätig. Zwischen 1922 und 1929 war er Staatsanwalt für das Conejos County. Von 1927 bis 1929 fungierte er als stellvertretender Attorney General von Colorado. Danach war er ab 1929 bis 1933 Bundesstaatsanwalt für diesen Staat. Carr war Mitglied der Republikanischen Partei und in den 1930er Jahren ein Gegner der New-Deal-Politik von Präsident Franklin D. Roosevelt, dessen Außenpolitik er allerdings unterstützte. Am 8. November 1938 wurde er zum neuen Gouverneur seines Staates gewählt, wobei er sich mit 59,5 Prozent der Stimmen gegen den demokratischen Amtsinhaber Teller Ammons durchsetzte.

## Gouverneur von Colorado
Carr trat sein neues Amt am 10. Januar 1939 an. Nach einer Wiederwahl im Jahr 1940 konnte er es bis zum 12. Januar 1943 ausüben. In seiner Amtszeit gelang es ihm, das Haushaltsdefizit durch interne Umbuchungen zu verringern. Die gesamte Verwaltungsstruktur des Staates wurde reformiert. Seine zweite Amtszeit war bestimmt von den Ereignissen des Zweiten Weltkrieges, zu dem auch Colorado seinen Beitrag leisten musste. Wie überall wurde auch hier die Produktion auf den Rüstungsbedarf umgestellt. Soldaten wurden rekrutiert und den Streitkräften zur Verfügung gestellt. Gouverneur Carr machte sich damals bei vielen Amerikanern unbeliebt, als er sich gegen die von der Bundesregierung angeordnete Internierung japanischstämmiger Amerikaner aussprach. Er setzte sich für deren Rechte als US-Bürger ein und war auch ganz allgemein gegen den Rassismus eingestellt. Diese Haltung kostete ihn seine weitere politische Laufbahn. Ein Versuch, in den US-Senat gewählt zu werden, schlug im Jahr 1942 fehl.

## Weiterer Lebenslauf
Nach dem Ende seiner Gouverneurszeit zog sich Carr zunächst aus der Politik zurück. Erst im Jahr 1950 kehrte er auf die politische Bühne zurück. Seine Partei nominierte ihn in diesem Jahr für die anstehenden Gouverneurswahlen. Ralph Carr verstarb aber bereits vor dem Wahltermin. Er war zweimal verheiratet und hatte insgesamt zwei Kinder.